# Cholo soy
«Cholo soy», a veces llamada «Cholo soy y no me compadezcas», es una canción peruana de 1973, adaptada de un poema del argentino Boris Elkin e interpretada por Luis Abanto Morales y una de sus composiciones más emblemáticas. Es considerado un himno para los peruanos que desde principios del siglo XX tuvieron que migrar a la capital del país, Lima.

## Historia
La canción es una adaptación del poema No me compadezcas del argentino Boris Elkin. Abanto Morales cambió algunas palabras y lo musicalizó. En 1973 se presentó al Festival de la Canción de Sullana con «Cholo soy», señalando que era de su autoría, quedando en tercer lugar obteniendo la Capullana de Bronce.
El 6 de julio de 1975 apareció una nota en el suplemento Estampa del diario Expreso donde se mencionaba que el autor del éxito de Morales era Elkin, lo que causó cierta polémica. Poco después Luis Abanto reconoció que desconocía la verdadera autoría, aludiendo que fue un argentino que conoció quien se atribuyó ser el creador del poema.

## Versiones
En 2014 la cantante Ruby Palomino interpretó una versión rock en el programa La voz, titulándola «Chola soy». Ese mismo año la canción fue utilizada en una campaña publicitaria bancaria, en la cual la letra fue alterada.
En 2017, debido a la clasificación tras 36 años de ausencia de la selección peruana de fútbol para la Copa Mundial de 2018, apareció en redes sociales una versión titulada «Cholo Soy y nos vamos pa’ Rusia».